# Klaus Überall
Klaus Überall (* 23. November 1924 in Osnabrück; † 29. Oktober 2008 in Bad Wiessee) war ein deutscher Regisseur.

## Leben
Überall arbeitete ab Mitte der 1960er Jahre als Regisseur, etwa mit Georg Thomalla, Peter Alexander, Rudi Carrell und Dieter Hallervorden. Er war auch als Autor an Sketchen beteiligt. 1964 produzierte er mit seiner Produktionsfirma den Spielfilm Nebelmörder mit Hansjörg Felmy und Ingmar Zeisberg in den Hauptrollen.
Er war in zweiter Ehe mit der Sängerin und Schauspielerin Inge Brück verheiratet. Die Ehe wurde Mitte der 1970er Jahre geschieden. 1974/1975 führte er im Berliner Theater der Wühlmäuse Regie für eine Fernsehsendung, in der unter anderem die Sängerin Katja Ebstein ihre damals neuen „Heinrich-Heine-Lieder“ vorstellte. Sie ließ sich noch 1975 von dem Komponisten Christian Bruhn scheiden und war fortan mit Überall liiert. Im selben Jahr arbeitete er mit Hallervorden an Nonstop Nonsens und drehte danach mit ihm den Fernsehfilm Herr S. kommt nicht zum Zuge, der als Bonus auf der Nonstop-Nonsens-DVD beiliegt. Des Weiteren drehte Überall in den 1970er Jahren unter anderem die Spielfilme Schmetterlinge weinen nicht und Disco-Fieber. 1979 heiratete er Ebstein, mit der er zwischen 1984 und 1986 die Serie Katja Ebstein unterwegs in der DDR drehte, die sowohl in der ARD als auch im DDR-Fernsehen ausgestrahlt wurde. Ab 1983 drehte er die Miniserie Musik und guten Appetit mit Friedrich Schütter, Angélique Duvier, dem Opernstar Hermann Prey und Katja Ebstein. Die Serie wurde erstmals am 22. April 1983 im hessischen Regionalprogramm des Ersten Deutschen Fernsehens ausgestrahlt. 1992 drehte er die sechsteilige ZDF-Miniserie Karl May mit Henry Hübchen als Karl May, für die er auch das Drehbuch verfasst hatte. Dies war zugleich seine letzte Arbeit als Fernsehregisseur, danach engagierte er sich unter anderem in der Katja-Ebstein-Stiftung. Ab den 1990er Jahren schrieb er auch sämtliche Literaturprogramme, mit denen Katja Ebstein deutschlandweit unterwegs war. Dazu gehörten Programme über Heinrich Heine und Bertolt Brecht, „Berlin...trotz und alledem!“ und „Es fällt ein Stern herunter...“. Die Arbeit an ihrem damals aktuellen Bühnenprogramm „Na und? Wir leben noch!“ beendete er erst kurz vor seinem Tod.
Überall starb 2008 an den Folgen einer Krebserkrankung.

## Filmografie

### Als Regisseur
- 1966: Das Geld liegt auf der Straße
- 1969: Komische Geschichten mit Georg Thomalla
- 1970: Rudi Carrell Show
- 1970: Schmetterlinge weinen nicht
- 1971: Die Dollarprinzessin
- 1972: Erkennen Sie die Melodie?
- 1972: Die Schöngrubers
- 1976: Katja & Co.
- 1976: Herr S. kommt nicht zum Zuge
- 1978: Die Traumfrau
- 1979: Disco-Fieber
- 1983: Musik und guten Appetit
- 1992: Karl May

### Als Drehbuchautor
- 1975: Nonstop Nonsens
- 1976: Herr S. kommt nicht zum Zuge
- 1976: Katja & Co.
- 1992: Karl May